# Cercle
|  | No s'ha de confondre amb circumferència. |

Cercle

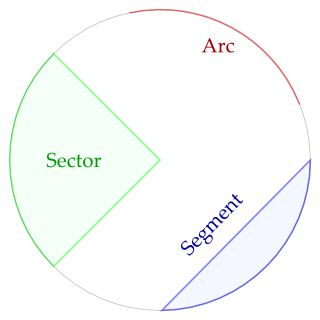
Un sector i un segment circular són parts d'un cercle. Un arc és part d'una circumferència

Un cercle és el lloc geomètric del pla que inclou els punts que estan a una distància inferior de la llargada d'un segment determinat anomenat radi respecte a un punt fix determinat anomenat centre. Dit d'una altra manera: és la regió del pla limitada per una circumferència

## Longitud i àrea
La longitud d'un cercle és 2πr, on r és el radi. És a dir, és el valor del seu diàmetre per pi.
La seva àrea és π·r².
Si tenim en compte que es pot considerar un cercle com un polígon regular d'infinits costats l'apotema del qual és el radi del cercle, i el perímetre la circumferència, i atès que l'àrea d'un polígon regular és igual a la meitat del producte del seu perímetre per la seva apotema, és a dir,
{\displaystyle A={\frac {P{\cdot }ap}{2}}}
si substituïm P per la fórmula de la circumferència (2·π·R) i ap pel radi R tenim
{\displaystyle A={\frac {2{\cdot }\pi {\cdot }R{\cdot }R}{2}}}
i, per tant, un cop simplificada l'expressió, arribem a la conclusió que l'àrea A d'un cercle de radi R és
{\displaystyle A=\pi {\cdot }R^{2}}

## Mesura angular
La mesura angular del cercle equival a dos cops el desplegament dels angles d'un triangle qualsevol. Si prenem de partida el triangle equilàter, el cercle equival a sis dels seus angles de 60 graus, per tant 360°.

## Parts
El cercle està format per diferents parts:
- La circumferència, línia corba que delimita el cercle.
- El centre, punt que està a la mateixa distància de la resta.
- El radi, segment que uneix qualsevol punt del cercle amb el centre.
- El diàmetre, segment que uneix dos punts que passen pel centre i es divideixen en dues parts iguals.
- La corda, uneix dos punts, però sense passar pel centre, per tant, la corda serà més curta que el diàmetre.

## Simbologia
El cercle s'associa al sol des dels egipcis (per això està present a la bandera del Japó). En alquímia i astrologia el cercle porta un punt al mig; i en la tradició vèdica una creu (els quatre braços són les estacions de l'any). Aquest darrer símbol està emparentat amb l'esvàstica.
En el cristianisme es considera la figura perfecta, i per això és el símbol de Déu, perquè no es pot localitzar en el cercle ni principi ni fi, com passa en l'eternitat, un dels atributs divins per excel·lència.